# Чайка Максим Олександрович
Максим Олександрович Чайка (1 березня 1988, Одеса, Українська РСР — 17 квітня 2009, Одеса, Україна) — український студент, один з лідерів ГО "СіЧ", вбивство якого у квітні 2009 року в Одесі отримало значний розголос в українській та закордонній пресі.

## Життєпис

Емблема ГО "СіЧ", одним з лідерів якої був Максим Чайка

Максим Чайка народився 1 березня 1988 року в м. Одесі.
Був студентом четвертого курсу відділення журналістики Одеського національного університету ім. Мечникова, належав до організації "Слава і Честь" (СіЧ). Одночасно навчався у військовому ліцеї і незадовго до смерті мав отримати звання офіцера. Також був футбольним фанатом одеського клубу «Чорноморець». 2004 р. разом із товаришами агітував одеситів голосувати на президентських виборах за Віктора Ющенка.
17 квітня 2009 р., під час сутички з представниками ультралівого руху «Антифа», отримав два ножових поранення і через декілька годин помер у лікарні від втрати крові. Постать Максима Чайки була відомою багатьом в Одесі, смерть молодого активіста сколихнула місто — 19 квітня був організований багатолюдний марш пам'яті за участю друзів, соратників та однокурсників студента.
З моменту смерті висувалися політичні мотиви вбивства — низка видань звинувачувала одеську проросійську партію «Родіна» в організації вбивства, однак партійці заперечували ці звинувачення. І навпаки, деякі проросійські політичні партії та громадські організації звинувачували українську владу, яка мовби потурає розпалюванню міжнаціональної та релігійної ворожнечі. Наприклад, у своїй заяві організація «Антифа» назвала вбивство активіста самообороною і заперечили політичний мотив вбивства.
Резонансне вбивство Чайки привернуло увагу і Президента України Віктора Ющенка, котрий доручив СБУ та МВС розслідувати зв'язки вбивць студента з іноземними антиукраїнськими організаціями. Був встановлений вбивця Чайки — Андрій Довгань, 1985 р.н., який одразу ж виїхав з України до Росії. У той же час батько загиблого студента звернувся з проханням до соратників Максима не мститися за загибель сина і поклав всі надії у розслідуванні вбивства на слідство, яке досі триває.

## Вшанування пам'яті
- 19 квітня 2010 року, в річницю загибелі, Одеська обласна організація ВО "Свобода" провела марш пам'яті Максима Чайки, колона учасників якого, близько тисячі осіб, з державними прапорами України та ВО "Свобода" пройшла центральними вулицями міста Одеси від пам'ятника Тарасу Шевченку до місця загибелі М. Чайки на Олександрівському проспекті[9].
- 18 квітня 2014 року, в м. Ужгороді, активісти спортивно-патріотичної організації "Карпатська Січ" вшанували пам'ять українського націоналіста Максима Чайки, на його честь по річці Уж були спущені ялинові вінки із запаленими свічками[10].
- 18 квітня 2015 року, близько 200 мешканців міста Одеси пройшли по вулицям міста маршем пам'яті Максима Чайки[11].
- 17 квітня 2017 року, на місці його смерті була встановлена Меморіальна дошка на його честь[12].

### У поезії
Поет Мирослав Вересюк згадав про Максима у своєму вірші:
В Одесі вбили юнака, Кого ця звістка зачепила?

Максима Чайку смерть така

Теж випадково підкосила?

Убили просто лиш за те, 

Що вболівав за Україну, 

Любові почуття св'яте

Йому поставили в провину!